# ハエトリシメジ
ハエトリシメジ（蠅取占地・蠅取湿地、学名: Tricholoma muscarium）は、ハラタケ目キシメジ科キシメジ属の中型のキノコである。日本特産。このキノコを火にあぶり水に浸したものにハエに対する誘引性と殺虫性があるので、ハエ取りに利用していたことからこの名前がある。種名の muscarium も「ハエに関する」に由来する。

## 生態
初秋から中秋にかけて、主にコナラ、ミズナラ、クヌギなどの広葉樹林内や、これらにアカマツなどが混生した林の地表に群生または散生する。

## 形態
子実体は傘と柄からなる。傘は直径5センチメートル (cm) ほど。傘は幼菌のころは円錐形だが、のちに傘を開いて中央がやや盛り上がった扁平になる。傘の地色は淡い黄色で、褐色かた帯褐オリーブ色の放射状の繊維紋で密に覆われる。中央部は濃色であるが、全面が一様に帯褐オリーブ色になることもある。粘性はない。傘裏面のヒダは白色から淡黄色になり、やや疎ら、柄に対して上生か湾生になる。
柄は中実で長さ6 - 10センチメートル (cm) ほ、上下同大で細長く、表面は白色から淡黄色。肉は白色でもろく、独特の苦味とも甘みともつかない味がする。胞子は白色楕円形で大きさは約6 × 4マイクロメートル (μm) 。
同属のミネシメジ（T. saponaceum）と似ているが、ミネシメジには独特の臭気があること、ハエトリシメジは傘の中央が突出することなどから区別できる。

## 利用
ハエに対して毒性があり、古くからハエ捕りに用いられた。ヒトにとってはうま味成分のトリコロミン酸を含み食用になるが、この成分はヒトに対しても有毒になり得る。また、ハエトリシメジには類縁体のイボテン酸も含まれる。
クセがないのでどのような料理にも合うが、多食すると悪酔いしたようになる。食べるときは、鉄板焼き、バター炒め、けんちん汁、きのこ汁などにするという。
中毒症状としては、食後30分から3時間程度の間に、精神高揚あるいは精神抑制、錯乱、幻覚、震え、けいれんなどを引き起こすといわれ、たいていは10 - 15時間以内に昏睡状態となって回復する。ただし、何も覚えていないことも多いという。

## トリコロミン酸

トリコロミン酸の構造式

トリコロミン酸は、1964年に竹本常松らによってハエトリシメジから単離され、その属名 Tricholoma に因んで命名された物質。しかし、完全に無毒であることが確認されていないため、旨み物質としては利用されていない。
トリコロミン酸がハエを引きつけることから、ハエとりのためにキノコを焦げないように炙って裂き、水をまぶして放置しておくと、ハエが飛んでくるといわれる。